# 川島博之
川島 博之（かわしま ひろゆき、1953年〈昭和28年〉11月29日 - ）は、日本の開発経済学者。工学博士。ビングループ主席経済顧問。元東京大学大学院農学生命科学研究科准教授。専門は農業からみたアジア経済、開発経済学。

## 略歴
東京都生まれ。1977年東京水産大学卒業、1983年東京大学大学院工学系研究科博士課程単位取得退学。1984年3月、東京大学工学博士（学位論文「都市河川汚濁回復に関する研究 」）。
東京大学生産技術研究所助手、農林水産省農業環境技術研究所主任研究官、ロンドン大学客員研究員、東京大学大学院農学生命科学研究科准教授などを経てビングループ主席経済顧問、Martial Research and Management社チーフ・エコノミック・アドバイザー。
2011年11月には日本政府行政刷新会議ワーキンググループ（提言型政策仕分け）の評価者を務める。

## 主張
- 化学肥料の普及により穀物の大量生産が可能となったためそのために食料危機は起こりえず、したがって食料自給率についても食料危機が起こらない以上こだわる必要がないと主張する[2]。
- アジアの経済発展を分析する際には、「経済開発に伴い農村から都市に人口が移動するが、アジアは農村の人口密度が高いために都市人口が急増しやすく、それにより都市とその周辺の地価が高騰する」という現象に注目する必要があり、したがってこれまで農業経済学が行なってきた農業や農村の分析は、アジアの経済発展を分析する際に有効な手法にはなり得ないとする[2]。

## 著作

### 単著
- 『世界の食料生産とバイオマスエネルギー』（東京大学出版会、2008年、ISBN 978-4-13-072102-8）
- 『「食糧危機」をあおってはいけない』（文藝春秋、2009年、ISBN 978-4-16-371240-6）
- 『農民国家・中国の限界』（東洋経済新報社、2010年、ISBN 978-4-49-244367-5）
- 『「食料自給率」の罠　輸出が日本の農業を強くする』（朝日新聞出版、2010年、ISBN 978-4-02-330830-5）
- 『食の歴史と日本人　『もったいない』はなぜ生まれたか』（東洋経済新報社、2010年、ISBN 978-4-492-04402-5）
- 『「作りすぎ」が日本の農業をダメにする』（日本経済新聞出版社、2011年、ISBN 978-4-532-35477-0）
- 『電力危機をあおってはいけない』（朝日新聞出版、2011年、ISBN 978-4-023-30992-0）
- 『戦略決定の方法 ビジネス・シミュレーションの活かし方』（朝日新聞出版、2012年、ISBN 978-4-023-31022-3）
- 『データで読み解く中国経済 やがて中国の失速がはじまる』（東洋経済新報社、2012年、ISBN 978-4-492-44392-7）
- 『データで読み解く中国の未来 中国脅威論は本当か』（東洋経済新報社、2015年、ISBN 978-4-492-44418-4）
- 『戸籍アパルトヘイト国家・中国の崩壊』（講談社、2017年、ISBN 978-4-062-91506-9）
- 『習近平のデジタル文化大革命 24時間を監視され全人生を支配される中国人の悲劇』（講談社、2018年、ISBN 978-4-065-13260-9）
- 『日本人が誤解している東南アジア近現代史』（扶桑社新書、2020年、ISBN 978-4-594-08422-6）
- 『中国、朝鮮、ベトナム、日本 極東アジアの地政学』（扶桑社、2021年、ISBN 978-4-594-08875-0）
- 『歴史と人口から読み解く 東南アジア』（扶桑社、2023年、ISBN 978-4-594-09584-0)
- 『日本人の知らないベトナムの真実』（扶桑社、2024年、ISBN 978-4-594-09771-4)

### 共著
- 『世界史の中の資本主義: エネルギー、食料、国家はどうなるか』（水野和夫共著、東洋経済新報社、2013年、ISBN 978-4-492-44397-2）
- 『地球温暖化 「CO2犯人説」は世紀の大ウソ』（丸山茂徳共著、宝島社、2020年、ISBN 978-4-299-00082-8）
- 『地球温暖化「CO2犯人説」の大嘘』（丸山茂徳共著、宝島社、2023年、ISBN 978-4-299-03984-2）

### 共編
- 『激動のインド〈第2巻〉環境と開発』（水島司共編、日本経済評論社、2014年、ISBN 978-4-818-82288-7）

### 監修
- 『日本の食料戦略と商社』（東洋経済新報社、2009年、ISBN 978-4-49-278031-2）

### 解説
- 『科学は大災害を予測できるか』（文藝春秋、2010年、ISBN 978-4-16-372250-4）

### 分担執筆
- 地球環境工学ハンドブック編集委員会編 『地球環境工学ハンドブック』 オーム社、1991年、ISBN 4-274-02216-1。
- 小宮山宏編著 『地球環境のための化学技術入門』 オーム社、1992年、ISBN 4-274-02218-8。
- 小島紀徳編著 『緑がつくる地球の環境』 オーム社〈地球環境セミナー〉、1993年、ISBN 4-274-02242-0。
- 小倉紀雄編 『東京湾 : 100年の環境変遷』 恒星社厚生閣、1993年、ISBN 4-7699-0758-3。
- 農林水産省農業環境技術研究所編 『21世紀の食料確保と農業環境』 養賢堂〈農環研シリーズ 農業環境研究叢書〉、1998年、ISBN 4-8425-9814-X。
- 安井至編著 『21世紀の環境予測と対策』 丸善〈地球・人間・環境シリーズ〉、2000年、ISBN 4-621-04774-4。
- 日本エネルギー学会編 『バイオマスハンドブック』 オーム社、2002年、ISBN 4-274-02485-7。